# Sint-Jozefkapel (Hilleshagen)
De Sint-Jozefkapel is een kapel in Hilleshagen in de gemeente Gulpen-Wittem in de Nederlandse provincie Limburg. De kapel staat aan zuidzijde van de Hilleshagerweg aan de westkant van Hilleshagen, vlak voor het binnenrijden van de plaats komende vanaf Mechelen.
De kapel is gewijd aan Jozef van Nazareth.

## Geschiedenis
In 1947 werd de kapel gebouwd door inwoners van Hilleshagen als dank voor de bescherming tijdens de oorlogsjaren.

## Opbouw
De betreedbare kapel opgetrokken in kunradersteen staat vanuit de weg gezien op een lichte verhoging, bereikbaar via een trappetje. De kapel heeft een topgevel en wordt gedekt door een zadeldak van leien. In elk van de twee zijgevels bevinden zich twee rondboogvensters en de achterzijde is een rechte blinde gevel. In de frontgevel bevindt zich een rondboog, afgesloten met een ijzeren hek, die toegang geeft tot de binnenzijde.
In de kapel staat er een altaar waarop een beeld is geplaatst van de heilige Jozef die een kind vasthoudt.